# 늘 푸른 오후
늘 푸른 오후 한인경입니다는 대한민국의 라디오 채널 Cpbc FM에서 평일 오후 4시 5분부터 저녁 5시까지 방송되었던 노인 전문 라디오 프로그램이며, 2014년 10월 19일에 평화방송 라디오의 가을 개편으로 인하여 종영된 《할아버지 할머니 건강하세요》의 후속으로 2014년 10월 20일부터 2015년 4월 17일까지 6개월간 방송되었다.

## 요일별 코너
- 월요일 : 시니어, 세상을 앞서가다
- 수요일 : 참 소중한 당신
- 금요일 : 늘 푸른 인생 2막 1장